# August Ludwig Georg von Hedemann
August Ludwig Georg von Hedemann (* 19. Januar 1739 in Celle; † 16. April 1813 in Itzehoe) war ein deutscher Dragoneroffizier in dänischen Diensten, zuletzt im Rang eines Generalmajors.

## Leben
August Ludwig Georg von Hedemann stammte aus Kurhannover. Er war Sohn des Christian Hartwig von Hedemann (1699–1747), Erbherr zu Schwarmstedt und gräflich Bückeburger Landdrost, und seiner Frau Eleonore Sophie Dorothea geb. von der Wense. 1754 trat er als Kornett in ein holsteinisches Reiterregiment ein. Er wurde 1758 Premierleutnant, 1764 Rittmeister, 1776 erhielt er den Charakter eines Majors und wurde 1780 Secondemajor und 1783 Premiermajor. Ab 1789 diente er als Oberstleutnant im Jütischen Dragonerregiment und wurde 1795 zum Oberst befördert. 1803 wurde er als Generalmajor (mit Anciennität 1802) Chef des dänischen Leibregiments Dragoner.
Von 1803 bis 1809 war er mit seiner Einheit in den Koalitionskriegen zum Schutz der dänisch-holsteinischen Südgrenze eingesetzt. Gemeinsam mit dem kommandierenden General der Vorhut Johann von Ewald wehrte er im November 1806 bei Stockelsdorf die Truppen Preußens und Frankreichs ab, die nach der Schlacht bei Lübeck die Neutralität Holsteins verletzten. 1809 nahm er seinen Abschied aufgrund von Altersschwäche und zog sich nach Itzehoe zurück, wo er ein kleineres Anwesen besaß.
Er war seit 1786 mit Magdalene Margarethe von der Maase (1762–1823) aus Odense verheiratet.